# Bohdaniwci (wieś)
Bohdaniwci (ukr. Богданівці; hist. pol. Bohdanowce) – wieś na Ukrainie, w obwodzie chmielnickim, w rejonie chmielnickim, w hromadzie Chmielnicki. W 2001 liczyła 857 mieszkańców, spośród których 847 wskazało jako ojczysty język ukraiński, a 10 rosyjski.
Znajduje tu się przystanek kolejowy Masiwci, położony na linii Odessa – Lwów.